# Thomas Mitchell (explorateur)
Pour les articles homonymes, voir Thomas Mitchell et Mitchell.
Sir Thomas Livingstone Mitchell, né le 15 juin 1792 à Grangemouth (Écosse) et mort le 5 octobre 1855 à Sydney, est un géomètre et explorateur du sud-est de l'Australie.
Il fait ses études à l'université d'Édimbourg, mais la situation financière de sa famille après la mort de son père l'amène à rejoindre l'armée en 1811. Il sert au Portugal, sous les ordres de Sir George Murray, qui sera plus tard secrétaire d'État aux colonies, qui est quartier-maître général de l'Armée de terre et dont il devient le principal adjoint. Il apprend l'arpentage dans l'armée. En 1817, il épouse Mary Blunt à Lisbonne. Lorsque les guerres napoléoniennes sont terminées en 1815, Mitchell retourne à la vie civile des soldats en temps de paix et en 1827, il est heureux de prendre le poste d'arpenteur général de la Nouvelle-Galles du Sud, en remplacement de John Oxley.
En fonction, il fait beaucoup pour améliorer la qualité et la précision de l'arpentage, une tâche essentielle dans une colonie où d'immenses étendues de terres ont été vendues à de nouveaux colons. L'une des premières routes topographiées sous sa direction est la Great North Road, construite par les bagnards entre 1826 et 1836, qui relie Sydney à la vallée Hunter. La Great South Road, également topographiée par ses soins et construite par les bagnards, reliera Sydney à Goulburn. En 1834, il sera chargé de topographier dix-neuf comtés. La carte qu'il produit est faite avec une telle habileté et une telle précision qu'il est fait chevalier.

## Explorateur

### Première expédition

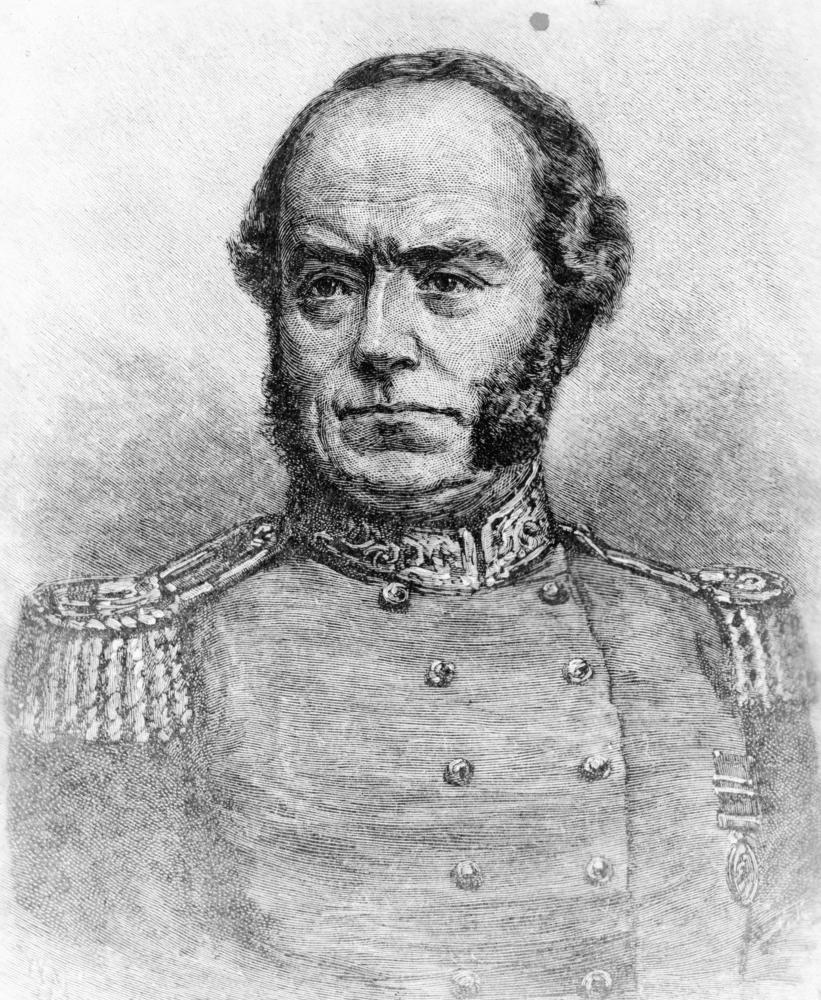
Sir Thomas Mitchell.

En 1827, avec Robert Dixon et Edmund Lockyer, il explore la Grose Valley puis les parages de l'actuelle Mount Victoria.
En 1831, George Clarke, qui avait vécu dans la région pendant plusieurs années a prétendu qu'une rivière que les Aborigènes appelaient Kindur qui passait au nord-ouest de la chaîne Liverpool en Nouvelle-Galles du Sud allait se jeter dans la mer. Charles Sturt affirmait que le système Murray-Darling constituait le principal système de cours d'eau de Nouvelle-Galles du Sud et Mitchell voulait prouver que Sturt était dans l'erreur. Mitchell partit le 24 novembre 1831 pour trouver cette rivière. Il partit avec 2 géomètres, 15 bagnardss et son serviteur personnel, Anthony Brown, qui participa à toutes ses expéditions. Il utilisait 20 bœufs, trois chariots lourds, trois charrettes légères et 9 chevaux. La plupart du temps les animaux étaient utilisés comme bêtes de somme. Le 11 décembre, il arriva près de Tamworth. Un peu plus tard un Aborigène s'est joint au groupe et l'a conduit dans une zone inexplorée. Mitchell y trouva une rivière profonde et large rivière, mais qui n'était pas le Kinder mais la Gwydir. Le 21 janvier, Mitchell partagea son équipe en deux; un groupe suivrait la rivière, tandis que son groupe se dirigerait vers le nord. Deux jours plus tard, Mitchell trouva une nouvelle rivière importante, envoya faire revenir l'autre moitié du groupe et commença à faire construire un bateau. Pendant ce temps Mitchell explorait les rives de la rivière puis finalement décida qu'il s'agissait de la Darling, sans qu'il soit nécessaire de l'explorer par voie d'eau. Puis la personne qui devait apporter des provisions arriva, mais seule, sans fourniture, car les Aborigènes avaient tué ses deux compagnons. Mitchell n'eut alors d'autre choix que d'annuler l'expédition et de retourner à Sydney.

### Deuxième expédition
La deuxième expédition de Mitchell partit le 7 avril 1835. Cette expédition avait pour but de suivre le cours de la rivière Darling jusqu'à la mer. Dans son groupe, se trouvaient un géomètre adjoint, James Larmer, un botaniste, Richard Cunningham, son serviteur personnel et 20 autres personnes. Après la mort de Richard Cunningham, tué par les Aborigènes alors qu'il naviguait sur la Darling, Mitchell décida de poursuivre son expédition. Ils descendirent la rivière en aval de Bogan dirigés par un Aborigène. Mitchell décida d'explorer la rivière Darling en la descendant avec deux bateaux qu'ils avaient amené avec eux, mais comme il était très faible, ils continuèrent par voie de terre. Après avoir suivi la rivière pendant un mois, Mitchell ne voulut pas continuer. Il revint le 14 septembre de la même année.

### Troisième expédition
La troisième expédition commença le 18 mars 1836. Mitchell voulut une fois de plus suivre la rivière Darling jusqu'à son extrémité. Il partit avec 25 hommes, dont son serviteur personnel. À un moment donné, Mitchell décida de partir avec un petit groupe vers l'ouest. Il ne trouva pas d'autres rivières et il décida de rebrousser chemin jusqu'au camp. Le 23 mai, il atteignit le Murray. Son camp fut attaqué à trois reprises par les Aborigènes. Ils rencontrèrent un groupe de 200 Aborigènes qu'il pensa prêts à les attaquer. Les hommes de Mitchell commencèrent à tirer sur eux et en tuèrent sept. Il continua d'explorer la région et estima que Sturt avait raison et que le Darling se jetait dans la rivière Murray. Il décida de quitter le Darling et d'explorer le cours du Murray.

### Quatrième expédition
Alors qu'il explorait le cours du Murray, Thomas Mitchell décida que la région au sud-est du fleuve avait l'air d'avoir beaucoup d'intérêt et il commença à l'explorer. C'est ainsi qu'il découvrit les monts Grampians. Ils découvrit ensuite un fleuve qu'il appela Glenelg, qu'il choisit de suivre et qui le conduisit à la mer. Il continua d'explorer la côte et découvrit bientôt la ferme des frères Henty, qui étaient les premiers habitants permanents de la région. Ils lui donnèrent des provisions et Mitchell prit le chemin du retour. Il retourna à Sydney, heureux d'avoir découvert une vaste région fertile qui apporterait sans aucun doute beaucoup à sa réputation d'explorateur.

## Retraite et mort
À sa retraite, Mitchell publia les récits de ses expéditions, qui s'avèreront être une source précieuse pour les historiens et les anthropologues, avec ses observations des peuples autochtones qu'il avait rencontrés. Ces publications ont fait de lui le plus célèbre explorateur australien de son époque. Mais c'était un homme avec lequel il était difficile de s'entendre comme le met en évidence ce passage du gouverneur Charles Augustus FitzRoy :
« Il est notoire que Sir Thomas Mitchell était d'un caractère exécrable et que son opposition à ceux qui exerçaient l'autorité l'a conduit à des heurts fréquents avec mes prédécesseurs. »
Mitchell est mort à Sydney en octobre 1855. Un quotidien du jour écrivit :
« Pendant une période de 28 années, Sir Thomas Mitchell a servi la colonie, une grande partie de ce service ayant été extrêmement ardue et difficile. Parmi les premiers explorateurs de l'Australie, son nom occupera une place d'honneur dans l'estime de la postérité. »

## Désignation
Parmi les endroits nommés par Mitchell lors de ses expéditions, on peut citer : les rivières Avoca, Balonne, Belyando, Campaspe, Cogoon, Glenelg, Wimmera, Maranoa Discovery Bay, les monts Grampians, Arapiles, Macédoine, Napier, William, les villages de Nyngan, Pyramid Hill, St George, ainsi que la ville de Swan Hill.

## Commémoration
Parmi d'autres, le nom de Mitchell est retrouvé dans la ville de Mitchell au Queensland, dans le quartier de Mitchell dans la banlieue de Canberra, la circonscription de Mitchell, dans la banlieue de Sydney et le Mitchell College de Wodonga, au Victoria. On le trouve aussi dans la Mitchell Highway, le Mitchell Park, la Mitchell River au Victoria et Mitchell River au Queensland, la Sir Thomas Mitchell Road à Bondi Beach et Sir Thomas Mitchell Drive à Davidson, à Sydney. Une locomotive est également nommée d'après lui. Mitchell est également le nom, de la plus haute distinction de la New South Wales Surveyors Awards, le Sir Thomas Mitchell Excellence in Surveying Award.